# William Boyd (écrivain)
Pour les articles homonymes, voir William Boyd et Boyd.
Œuvres principales
Comme neige au soleil (1982), À livre ouvert (2003)
William Boyd, né le 7 mars 1952 à Accra au Ghana, est un écrivain, journaliste et critique d'art britannique (écossais). Il est connu pour ses romans, nouvelles, scénarios, pièces de théâtre, essais et chroniques.

## Biographie et carrière
Quand William Andrew Murray Boyd naît en 1952, ses parents vivent depuis 1950 dans la colonie britannique de la Côte-de-l'Or, comme s'appelait le Ghana avant son indépendance proclamée en 1957. Son père était médecin spécialiste en maladies tropicales dirigeant la clinique de l'University College d'Accra et sa mère professeure. Au début des années 1960, la famille déménage au Nigéria, où son père occupe un poste similaire à l'université d'Ibadan,.
Il va à l'école d'abord en Afrique, puis, à neuf ans, il la continue en Écosse, y compris l'enseignement secondaire, à la Gordonstoun School de Moray. Il commence ses études supérieures à l'université de Nice (depuis 2019 université Côte-d'Azur), obtenant un diplôme d'études françaises, il les continue à l'université de Glasgow avec une maîtrise d'anglais et de philosophie, et les finit à Oxford, au Jesus College, avec un doctorat en littérature anglaise. À l'époque de ses études, en 1978, il est affecté par la mort de son père à la suite d'une maladie tropicale rare.
Il commence à écrire pendant ses années passées à Oxford. Quelques-unes de ses nouvelles sont publiées dans des magazines, par exemple dans Punch. Il écrit trois romans aussi, qui ne sont pas publiés.
Il entre dans la vie active en 1980, en tant qu'enseignant de littérature au St Hilda's College d'Oxford, où il travaille jusqu'en 1983. Dans la même période, il est critique de télévision pour le magazine New Statesman.
Son premier roman publié est A Good Man in Africa (Un Anglais sous les tropiques), en 1981, distingué la même année du prix Whitbread du premier roman (ultérieurement appelé prix Costa), et du prix Somerset-Maugham en 1982.
William Boyd s'identifie comme Écossais, mais lors de la campagne du référendum de 2014 sur l'indépendance de l'Écosse, il appelle à voter « non ».

### Vie privée
William Boyd est marié avec Susan, rédactrice à un magazine, puis scénariste, qu'il a connue quand ils étaient étudiants à Glasgow. Il n'a pas d'enfants. Grand francophile, il partage sa vie entre Londres, où il habite à Chelsea, et le Sud-Ouest de la France, en Dordogne, où il a une maison à Sadillac et une propriété près de Monbazillac, le domaine de Pécachard, avec un vignoble producteur de château-pécachard,.

## Œuvre
William Boyd est auteur de romans, nouvelles, scénarios, pièces de théâtre, essais et chroniques.

### Romans
- A Good Man in Africa, 1981 (Un Anglais sous les tropiques, 1984) – roman satirique sur les fonctionnaires britanniques d'une représentation diplomatique dans un pays fictif d'Afrique, évoquant un cadre à l'atmosphère connue par l'auteur dans son enfance et pendant ses vacances d'adolescent ;
- An Ice-Cream War, 1982 (Comme neige au soleil, 1985) – roman à l'humour noir, dont l'action se déroule en Afrique où se confrontent les Britanniques et les Allemands pendant la Première Guerre mondiale[10] ;
- Stars and Bars, 1984 (La Croix et la Bannière, 1986) – les aventures présentées avec humour d'un Britannique complexé à travers les États-Unis, où il se heurte aux différences entre ceux-ci et son pays ;
- The New Confessions, 1987 (Les Nouvelles Confessions, 1988) – histoire de la vie d'un cinéaste qui traverse le XXe siècle avec ses événements historiques marquants, obsédé par l'idée d'adapter à l'écran Les Confessions de Jean-Jacques Rousseau, rêve qu'il réalise en partie, ayant aussi de nombreuses expériences marlheureuses dans sa vie professionnelle et personnelle ;
- Brazzaville Beach, 1990 (Brazzaville Plage, 1991) – roman sur l'échec de la vie conjugale d'une scientifique en Grande Bretagne, puis dans son activité dans un pays africain en guerre civile, où elle découvre que les chimpanzés qu'elle étudie sont tout aussi cruels que les humains, et entre en conflit avec son chef à cause de sa découverte ;
- The Blue Afternoon, 1993 (L'Après-midi bleu, 1994) ;
- Armadillo, 1998 (Armadillo, 1998) ;
- Any Human Heart, 2002 (À livre ouvert, 2002) – histoire de la vie d'un écrivain au succès relatif à travers presque tout le XXe siècle, marquée par des périodes heureuses et malheureuses, et des événements dramatiques ou tragiques, écrite sous la forme de ses journaux intimes ;
- Restless, 2006 (La Vie aux aguets, 2007) – roman sur une femme agent secret britannique pendant la Seconde Guerre mondiale, qui risquait d'être tuée par un traître et réussit plusieurs décennies après à provoquer le suicide de celui-ci avec l'aide de sa fille, après qu'elle lui révèle son passé et sa véritable identité ;
- Ordinary Thunderstorms, 2009 (Orages ordinaires, 2010) – roman d'un jeune climatologue injustement soupçonné d'un crime, traqué par la police et par le vrai meurtrier, contraint de vivre dans la clandestinité pour se perdre dans Londres, puis revenu à une vie normale sous une autre identité ;
- Waiting for Sunrise, 2012 (L'Attente de l'aube, 2012) – roman d'un jeune comédien anglais contraint à devenir agent de contre-espionnage pendant la Première Guerre mondiale ;
- Solo, 2013 (Solo, 2014) – roman continuant la série des aventures de James Bond, pour l'écriture duquel l'auteur a été choisi par la famille de Ian Fleming[11] ;
- Sweet Caress, 2015 (Les Vies multiples d'Amory Clay, 2015) – histoire de la vie tumultueuse d'une photographe, sous la forme de son journal intime tenu vers la fin de sa vie ;
- Love is Blind, 2018 (L'amour est aveugle, 2019) – histoire d'un jeune accordeur de pianos écossais et de son amour pour une soprano russe vers la fin du XIXe siècle et au début du XXe, histoire qui le porte par toute l'Europe et finalement aux Îles Andaman ;
- Trio, 2020 (Trio, 2021) – trois personnages réunis par la réalisation d'un film, chacun avec sa vie secrète et les apparences qui la cachent ;
- The Romantic, 2022 (Le Romantique, 2023) – histoire de la vie aventureuse passée au long du XIXe siècle d'un Irlandais tour à tour soldat dans la bataille de Waterloo puis en Inde, ami des poètes Byron et Shelley en Italie, amant d'une femme de la noblesse italienne, auteur de récits de voyage à Londres floué par son éditeur, détenu pour dettes, fermier en Amérique, explorateur en Afrique, finalement menu diplomate à Trieste, manipulé pendant quelque temps par des délinquants.
- Gabriel’s Moon (2024)

Une place à part revient à Nat Tate: An American Artist (1928-1960) publié en 1998 (Nat Tate : Un artiste américain (1928-1960), 2002), monographie d'un peintre, parue comme un livre de non-fiction, le personnage étant en fait fictif. Le livre était un canular, l'auteur ne révélant la vérité que quelque temps après sa parution.

### Nouvelles

#### En volume collectif
- Bleu sur bleu / trad. Bernard Géniès. Dans Fausses nouvelles : quinze auteurs inventent l'actualité / anthologie sous la direction de Bernard Géniès. Paris : Calmann-Lévy, 10/1986, p. 11-25.  (ISBN 2-7021-1459-8)
- « Du liège », Le Serpent à plumes, no 14,‎ 1991[13].

#### Recueils
- On the Yankee Station, 1981 (La Chasse au lézard, 1991) ;
- The Destiny of Nathalie X and Other Stories, 1995 (Le Destin de Nathalie X, 1996) ;
- The Dream Lover, 1995 (Visions fugitives, 1997) ;
- Fascination, 2004 (La Femme sur la plage avec un chien, 2005) ;
- The Dreams of Bethany Mellmoth, 2017 (Tous ces chemins que nous n'avons pas pris, 2017).

### Pièces de théâtre
- School Ties, 1985 ;
- Six Parties, 2009 ;
- Longing, 2013 – d'après deux nouvelles d'Anton Tchekhov ;
- The Argument, play, 2016.

### Non-fiction
- Protobiography, 1998 – autobiographie se limitant à l'enfance de l'auteur ;
- Bamboo, 2005 (Bambou. Chroniques d'un amateur impénitent), 2009 – chroniques, critiques d'art et autres articles.

### Scénarios

#### D'après ses propres œuvres
- Stars and Bars (La Croix et la bannière), 1988 – film de cinéma américain ;
- A Good Man in Africa (Un Anglais sous les tropiques), 1994 – film de cinéma britannique ;
- Armadillo, 2001 – mini-série britannique en trois épisodes ;
- Any Human Heart (À livre ouvert), 2010 – mini-série britannique en quatre épisodes ;
- Restless (La Vie aux aguets), 2012 – film de télévision britannique en deux parties.

#### Autres scénarios
- Good and Bad at Games, 1983 – film de télévision britannique ;
- Dutch Girls, 1985 – film de télévision britannique ;
- Scoop, 1987 – film de télévision britannique ;
- Mister Johnson, 1990 – film de cinéma américain ;
- Tune in Tomorrow (Tante Julia et le scribouillard), 1990 – film de cinéma américain adapté du roman de Mario Vargas Llosa, avec Keanu Reeves et Peter Falk ;
- Chaplin, 1992 – film de cinéma multinational de Richard Attenborough (scénario co-écrit avec deux autres scénaristes) ;
- The Trench (La Tranchée), 1999 – film de cinéma franco-britannique réalisé par William Boyd, avec Daniel Craig : une peinture de la Bataille de la Somme (bataille surnommée « le Verdun des Anglais »), en juillet 1916, à travers une trentaine de jeunes britanniques appelés à vivre dans l'angoisse l'approche d'une mort plus que probable ;
- Sword of Honour, 2001 – film de télévision britannique ;
- Man to Man, 2005 – film de cinéma britannique de Régis Wargnier (co-écrit avec un autre scénariste) ;
- A Waste of Shame: The Mystery of Shakespeare and His Sonnets, 2005 – film de télévision britannique ;
- Spy City, 2020 – mini-série britannique en six épisodes.

## Réception de l'œuvre
De son propre aveu, William Boyd a eu dans sa jeunesse des modèles littéraires comme Graham Greene, Evelyn Waugh, F. Scott Fitzgerald, Ernest Hemingway ou Kingsley Amis. Il n'était pas attiré par le réalisme magique, le surréalisme ou l'expérimentation postmoderniste, mais par le roman réaliste. Il est accessible à un large public, plusieurs de ses romans étant des bestsellers. À la parution de l'une ou l'autre de ses œuvres, il reçoit deux ou trois critiques favorables, plusieurs moyennes et deux ou trois défavorables.
En 1985, dans l'émission Apostrophes, Bernard Pivot propose en direct de rembourser tout lecteur non satisfait du roman Comme neige au soleil, ce qui popularise en France l'œuvre de Boyd.

### Distinctions
L'écrivain a été distingué de nombreuses fois :
- 1981 – prix Whitbread à A Good Man in Africa (Un Anglais sous les tropiques) ;
- 1982 – prix John-Llewellyn-Rhys à An Ice Cream War (Comme neige au soleil) ;

– prix Somerset Maugham à A Good Man in Africa ;
– membre de la Royal Society of Literature ;
- 1990 – prix James Tait Black à Brazzaville Beach (Brazzaville Plage) ;
- 1991 – prix McVitie de l'écrivain écossais de l'année à Brazzaville Beach ;

– prix Relay des voyageurs lecteurs à Brazzaville Plage ;
- 1993 – prix du livre de l'année du Sunday Express à The Blue Afternoon (L'Après-midi bleu) ;
- 1995 – Los Angeles Times Book Prize à The Blue Afternoon ;
- 2003 – Prix Jean-Monnet à À livre ouvert ;

– Grand prix des lectrices de Elle à À livre ouvert ;
- 2005 – Ordre de l'Empire britannique en grade de commandeur ;
- 2006 – Prix Costa du roman de l'année à Restless (La Vie aux aguets) ;
- 2011 – prix BAFTA de la meilleure série télévisée dramatique à Any Human Heart (À livre ouvert) ;

– membre honorifique du Jesus College, Oxford.
William Boyd est docteur honoris causa de l'université de St Andrews, de l'université de Stirling, de l'université de Glasgow et de l'université de Dundee.
En France, il est décoré de l'ordre des Arts et des Lettres en grade d'officier.